# Psyllaephagus intermedius
Psyllaephagus intermedius är en stekelart som först beskrevs av Mercet 1921.  Psyllaephagus intermedius ingår i släktet Psyllaephagus och familjen sköldlussteklar. Inga underarter finns listade i Catalogue of Life.